# Elektroliza
Elektrolíza je kemijski postopek, s pomočjo katerega se izvaja redukcija in oksidacija kemijskih elementov oz. spojin na njihove sestavne dele. Pri elektrolizi se uporablja enosmerni tok. Elektrolizira se lahko taline ali raztopine snovi, redko tudi trdne snovi. Za elektrolizo sta potrebni dve elektrodi: katoda in anoda. Redukcija poteka na negativno nabiti katodi, oksidacija pa na pozitivno nabiti anodi. Pozitivno nabiti kationi ( npr. kovinski ioni, vodikovi ioni) potujejo proti negativni katodi, negativno nabiti anioni (npr. kloridovi ioni, sulfatni ioni, OH ioni) pa proti pozitivni anodi.
Pri elektrolizi ima velik pomen izbira materiala elektrod. Pri določenih pogojih lahko razpadejo, ta pojav uporabljamo pri posrebrenju ali pobakrenju. Postopek elektrolize se da obrniti, tako dobimo ob kemični reakciji električno energijo
Primer elektrolize: pridobivanje vodika iz vode s pomočjo električne energije:
2 H2O(l) → 2 H2(g) + O2(g); E0 = -1.229 V
V procesu se proizvaja toplota, le okrog 50-70% energije se spremeni v želeno obliko. Večje izkoristke omogoča tehnologija PEM (ang. Polymer Electrolyte Membrane electrolysis)